# Chant bénéventain

Le chant bénévéntain  est un chant liturgique de l'Église catholique romaine, utilisé principalement dans le milieu ecclésiastique italien de Bénévent et de Mont-Cassin, distinct du chant grégorien et associé au chant ambrosien. 
Ce chant, qui s'est développé pendant la période lombarde autour du VIIIe siècle, était une tradition liturgique de rite et de plain-chant particulier à Bénévent. Il a été supplanté au XIe siècle par le chant grégorien de rite romain, bien qu'il soit parfois resté en usage à Bénévent.

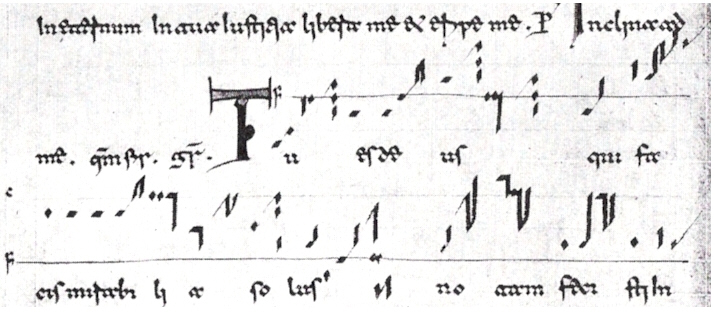
“Tu es deus” avec notation bénéventaine